# Põhara
Põhara – wieś w Estonii, w prowincji Parnawa, w gminie Audru.